# Yevhen Seleznyov
Yevhen Seleznyov (Makiivka, Ucrania, 20 de julio de 1985) es un exfutbolista ucraniano que jugaba de delantero.

## Biografía
Yevhen Seleznyov empezó su carrera futbolística en las categorías inferiores del Shakhtar Donetsk. Ante la falta de oportunidades de debutar con el primer equipo el club decide cederlo. De esta manera Seleznyov se marcha al FC Arsenal Kiev. En la temporada 2007-08 se convirtió en uno de los máximos goleadores del campeonato con 17 tantos en 24 encuentros.
En 2008 regresa al Shakhtar Donetsk, esta vez a la primera plantilla. Debuta en el club el 1 de agosto, y lo hizo marcando uno de los tres goles en la victoria de su equipo (3-0) sobre el FC Illichivets Mariupol. Al poco tiempo de llegar consigue un título, la Supercopa de Ucrania. Debuta en la Liga de Campeones de la UEFA el 16 de septiembre en el partido Shakhtar Donetsk 2-1 FC Basilea cuando saltó al campo en el minuto 74 sustituyendo a Luiz Adriano. Su primer gol en esta competición lo logró el 26 de noviembre en el partido de vuelta.
El 25 de julio de 2009, Seleznyov firmó con sus rivales Dnipro Dnipropetrovsk en un acuerdo por valor de 4,5 millones de euros. Ese mismo día, marcó su primer gol con el Dnipro en su debut ante el Metalist Járkov. En las siguientes dos temporadas, Seleznyov se estableció en Dnipro como un objetivo con buena capacidad anotadora, especialmente con la cabeza. Fue el máximo goleador de la temporada 2010-11 de la Liga Premier de Ucrania con 17 goles en 24 partidos.

### Regreso a Shakhtar Donetsk
El 22 de junio de 2011, Dnipro lo vendió a su club anterior, el Shakhtar Donetsk. La tarifa de transferencia no se reveló, pero se estima en unos 5 millones de euros. En septiembre de 2011, Seleznyov estuvo involucrado en una acumulación de varios autos mientras conducía su Maserati en Donetsk. Afortunadamente, nadie resultó herido físicamente. 
Al final de la temporada 2011-12, Seleznyov fue el máximo goleador de la liga del Shakhtar y el máximo goleador de la liga junto con Maicon con 14, a pesar de que este último anotó dos penaltis. Seleznyov anotó contra APOEL Nicosia en la Liga de Campeones, en una victoria por 2-0. 

### Regreso a Dnipro Dnipropetrovsk
El 29 de agosto de 2012, Seleznyov regresó a Dnipro por una tarifa no revelada.
El 7 de mayo de 2015, Seleznyov anotó el gol del empate en el minuto 80 en el partido de ida de la semifinal de la Europa League contra el Nápoles, poniendo el 1–1 y dando al Dnipro la ventaja de goles a domicilio de cara al partido de vuelta.  En el partido de vuelta, en el Estadio Olímpico de Kiev , una semana después, Seleznyov anotó el único gol del partido cuando Dnipro ganó 1-0, para pasar a su primera final europea el 27 de mayo de 2015, 2-1 ganadores en total. Dnipro perdió el 3-2 final, con Seleznyov entrando al juego en el minuto 78.

### Kuban Krasnodar
El 25 de febrero de 2016, firmó un contrato con el equipo ruso FC Kuban Krasnodar. Seleznyov fue entregado por Dnipro a Kuban de forma gratuita con la condición de que Seleznyov perdonara las deudas del club que superan el millón de euros.  Antes de firmar con Kuban, Seleznyov rechazó ofertas de algunos clubes de la Premier League inglesa . 
El 11 de mayo de 2016, en una entrevista con el canal Football 1, Yevhen Seleznyov confirmó que rescindió el contrato con Kuban. Después de esa temporada, Kuban descendió a la Primera Liga rusa .

### Segundo regreso a Shakhtar Donetsk
El 14 de mayo de 2016, el FC Shakhtar Donetsk confirmó que el club había firmado un contrato de 2 años con Seleznyov. En diciembre de 2016, por consentimiento mutuo, Seleznyov abandonó el club. 

### Kardemir Karabükspor
Menos de una semana después de dejar el Shakhtar, se anunció que Seleznyov firmó un contrato con el turco Kardemir Karabükspor, que recientemente regresó a la Superliga turca.

### Akhisarspor
El 10 de mayo de 2018, Seleznyov ayudó al Akhisar Belediyespor a ganar su primer trofeo profesional, la Copa de Turquía 2017-18.

## Selección nacional
Ha sido internacional con la selección de fútbol de Ucrania en 58 ocasiones. Su debut con la camiseta nacional se produjo el 24 de mayo de 2008 en un partido amistoso contra los Países Bajos. En ese partido Seleznyov salió a jugar a los 66 minutos en sustitución de su compatriota Andriy Shevchenko. Su primer gol como internacional lo consiguió el 19 de noviembre de ese año contra Noruega.
Seleznyov fue miembro del equipo de Ucrania ya que fue coanfitrión de la Eurocopa 2012, pero no entró en el terreno de juego en su salida de la fase de grupos.
El 6 de septiembre de 2013, Seleznyov fue uno de los nueve jugadores ucranianos que anotaron en su paliza por 9-0 a San Marino en el Arena Lviv en la clasificación para la Copa del Mundo del año siguiente. Marcó su primer botín internacional de dos goles el 15 de octubre en el partido inverso, cuando Ucrania ganó 8-0 en Serravalle. El resultado clasificó a Ucrania para los play-offs , que perdió ante Francia .

## Clubes
| Club                        | País    | Año       |
| --------------------------- | ------- | --------- |
| F. C. Shakhtar Donetsk      | Ucrania | 2006-2009 |
| F. C. Arsenal Kiev (cedido) | Ucrania | 2006-2008 |
| F. C. Dnipro Dnipropetrovsk | Ucrania | 2009-2011 |
| F. C. Shakhtar Donetsk      | Ucrania | 2011-2012 |
| F. C. Dnipro Dnipropetrovsk | Ucrania | 2012-2016 |
| F. C. Kuban Krasnodar       | Rusia   | 2016      |
| F. C. Shakhtar Donetsk      | Ucrania | 2016      |
| Kardemir Karabükspor        | Turquía | 2017      |
| Akhisar Belediyespor        | Turquía | 2018-2019 |
| Málaga C. F.                | España  | 2019      |
| Bursaspor                   | Turquía | 2019-2020 |
| F. C. Kolos Kovalivka       | Ucrania | 2020-2021 |
| F. C. Mynai                 | Ucrania | 2021-2023 |

## Palmarés

### Títulos nacionales
| Título                  | Club                   | País    | Año     |
| ----------------------- | ---------------------- | ------- | ------- |
| Supercopa de Ucrania    | F. C. Shakhtar Donetsk | Ucrania | 2008    |
| Liga Premier de Ucrania | F. C. Shakhtar Donetsk | Ucrania | 2011-12 |
| Copa de Ucrania         | F. C. Shakhtar Donetsk | Ucrania | 2011-12 |
| Supercopa de Ucrania    | F. C. Shakhtar Donetsk | Ucrania | 2012    |
| Copa de Turquía         | Akhisar Belediyespor   | Turquía | 2017-18 |
| Supercopa de Turquía    | Akhisar Belediyespor   | Turquía | 2018    |

### Títulos internacionales
| Título          | Club                   | Sede     | Año     |
| --------------- | ---------------------- | -------- | ------- |
| Copa de la UEFA | F. C. Shakhtar Donetsk | Estambul | 2008-09 |

### Distinciones individuales
| Distinción                                       | Año     |
| ------------------------------------------------ | ------- |
| Máximo goleador de la Liga de Ucrania (17 goles) | 2010-11 |
| Máximo goleador de la Liga de Ucrania (14 goles) | 2011-12 |